# Josef Frank (arhitect)
Josef Frank (n. 15 iulie 1885, Baden, Austria - d. 8 ianuarie 1967, Stockholm, Suedia) a fost un arhitect și designer austriaco - suedez. A fost promotor al modernismului, membru fondator al Congresului internațional al arhitecturii moderne, însă cu o viziune diferită despre modernism decât majoritatea membrilor acestei grupări. Încă la începutul anilor 1920 a început să pună sub semnul întrebării pragmatismul în creștere al modernismului. Nu era de acord cu arhitectul francez Le Corbusier, care propaga ideea conform căreia "casa este o mașină pentru a trăi". A fost împotriva principiilor puritane și se temea că interioarele standardizate ar face oamenii prea uniformi. Frank a dezvoltat un tip de modernism propriu, la baza căruia au stat confortul și abundența de culori.

Pentru a marca 125 de ani de la nașterea sa, site-ul Google și-a modificat logo-ul de pe pagina sa principală.

Logo-ul pagini principale a site-ului Google, de la data de 15 iulie 2010, dedicat împlinirii a 125 de ani de la nașterea artistului

## Biografie

### Copilărie și educație
S-a născut în vara anului 1885, într-o familie de comercianți de origine evreiască, în Baden, în apropiere de Viena.
După ce a terminat școala, Staatsoberrealschule din Viena, a studiat arhitectura la Universitatea Tehnică din Viena, sub îndrumarea lui Karl König, unde a absolvit în anul 1908. S-a mutat pentru o scurtă perioadă de timp la Berlin, unde a făcut un stagiu în biroul arhitectului Bruno Möhring. După stagiul în Berlin, a călătorit câteva luni prin Italia, facând cercetări pentru lucrarea sa de doctorat, intitulată „Über die ursprüngliche Gestalt der Kirchenbauten des Leone Battista Alberti“ (Despre înfățișarea inițială a construcțiilor bisericești ale lui Leon Battista Alberti), pe care a susținut-o în anul 1910. În același an a devenit membru al Deutscher Werkbund, iar în 1912 a fost membru fondator al Österreichischer Werkbund. La fel în anul 1912 s-a căsătorit cu Anna Regina Sebenius, de origine suedeză, cu care făcuse cunoștință doi ani mai devreme. Anna a jucat un rol central în dezvoltarea relațiilor lui Frank cu designul scandinav.

### Carieră în Viena
Primele comenzi de design de interior și de amenajare a spațiilor expoziționale le-a primit începând cu anul 1910. În anul 1913, a fondat un colectiv de arhitecți, împreună cu Oskar Wlach și Oskar Strnad. Înainte de Primul Război Mondial, cei trei au reușit să lucreze asupra mai multor proiecte de locuit, precum Vila Scholl, Vila Straus, sau Vila Wassermann în Viena. În anul 1915, Frank a fost încorporat în serviciul militar, iar după război colectivul s-a dizolvat. Mai târziu el însă a mai lucrat cu cei doi la diferite proiecte.
În perioada 1919-1925 a fost profesor la Școala de artă aplicată din Viena (Kunstgewerbeschule).
În anul 1927 a fost unicul arhitect austriac, invitat de către Deutscher Werkbund să proiecteze o casă duplex în cadrul complexului Stuttgarter Weißenhofsiedlung, care trebuia să fie un exemplu al modernismului pe plan internațional. Privit din exterior, proiectul lui Frank se încadrează cu ușurință în ansamblul de clădiri cu forme geometrice stricte și lipsite de ornament. Însă în interior se deschide o lume total diferită – covoare și mobilă tapițată, în culori aprinse și textile moi. În timpul expoziției, a fost criticat pentru interiorul exuberant și colorat. Theo van Doesburg, în recenzia sa despre expoziție, s-a referit la proiectul lui Frank drept „importun”, „burghez” și „interior amenajat feminin”. Paul Meller, asistentul lui J.J.P. Oud a numit interiorul: „bordelul lui Frank”.
În pofida acestor discordanțe, majoritatea vedeau în Frank un arhitect în totalitate modernist. Acest lucru s-a confirmat când a fost invitat la primul eveniment al Congresului Internațional de Arhitectură Modernistă CIAM, în anul 1928.

### Emigrarea în Suedia
În 1933/1934, datorită ascensiunii antisemitismului nazist, emigrează împreună cu soția sa în Suedia, țară căreia îi devine cetățean șase ani mai târziu. Relația sa cu Suedia nu era una nouă. Datorită provenienței suedeze a soției sale, vizitase țara de mai multe ori, și reușise să proiecteze și câteva vile și designuri de interior pentru prieteni de acolo, astfel încât era deja destul de cunoscut în momentul când a emigrat, ceea ce l-a ajutat să devină designer pentru renumita firmă suedeză de mobilă Svenskt Tenn, în Stockholm, în anul 1934. Împreună cu Estrid Ericson, fondatoarea Svenskt Tenn, a reușit să se facă renumit pe plan internațional în doar câțiva an. Duo-ul a proiectat expoziția Svenskt Tenn pentru expoziția mondială din Paris în 1937, și cea din New York, în 1939. Deși interioarele erau complet contrare idealurilor acelor vremuri, fiind pline de contraste de materiale, culori și imprimeuri, duo-ul a primit multă atenție și a devenit, într-un mod paradoxal, modelul expresiei "Swedish Modern" (modernism suedez).
În condițiile începutului celui de-al Doilea Război Mondial, Frank s-a decis să urmeze invitația universității New School for Social Research în New York, și să se mute în SUA în anul 1941. Începând cu anul 1942 a predat la universitate și a lucrat paralel la câteva scrieri literare, care însă nu au fost publicate. Contactul cu firma Svenskt Tenn nu a fost pierdut, ci a continuat să colaboreze, în special cu idei pentru textile, adesea cu motive vegetale stilizate.
În anul 1947 s-a reîntors în Suedia, însă a continuat să viziteze din când în când Statele Unite ale Americii.

## Lucrări

### Proiecte realizate de arhitectură

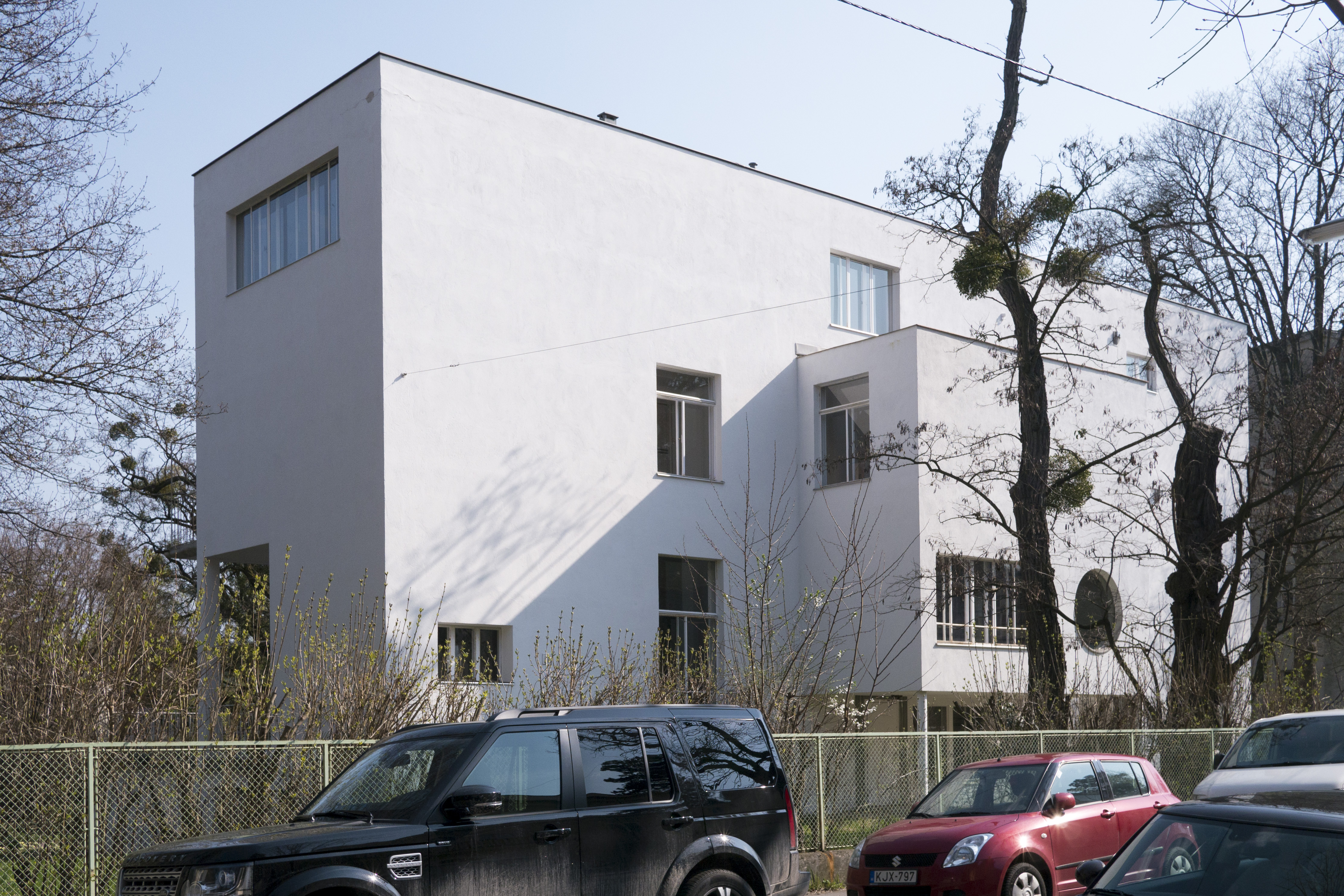
Vila Beer, Viena, 1929-1930, partea din față, orientată spre drum

- Vila Scholl, Viena, 1913-1914, împreună cu Oskar Wlach și Oskar Strnad
- Vila Straus, Viena, 1914, împreună cu Oskar Wlach și Oskar Strnad

- Vila Wassermann, Viena, 1914, împreună cu Oskar Wlach și Oskar Strnad
- Siedlung „Hoffingergasse“, Viena, 1921-1925, împreună cu Erich Faber
- WHA. d. Gem.Wien „Wiedenhofer-Hof“, Viena, 1923-1924

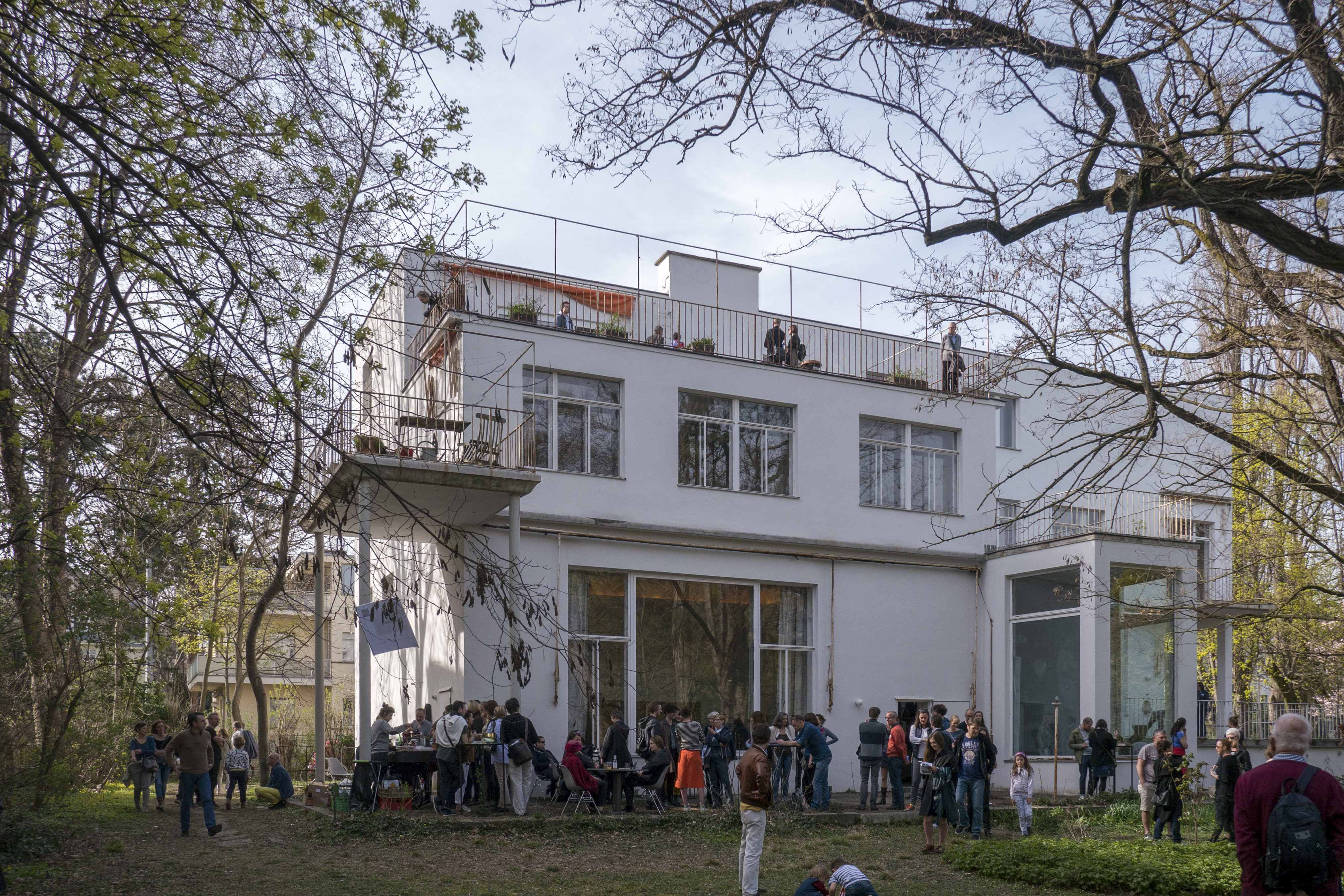
Vila Beer, Viena, 1929-1930, partea din spate, orientată spre grădină

- Vila Beer, Viena, 1929-1930, partea din spate, orientată spre grădinăWHA. d. Gem.Wien „Winarsky-Hof“, Viena, 1923-1925, împreună cu Oskar Wlach și Oskar Strnad
- Vila Claeson, Falsterbo, 1924-1927
- Doppelwohnhaus in der internat. Werkbundausstellung in Stuttgart, 1926-1927
- Vila Beer, Viena, 1929-1930, împreună cu Oskar Wlach
- Werkbundsiedlung, Viena, 1930-1932, (planificarea și organizarea)
- WHA. d. Gem.Wien „Leopoldine Glöckel-Hof“, Viena, 1931

### Proiecte realizate de design
- Apartamentul Tedesko, Viena, 1910
- Designul de interior al școlii Schwedische Turnschule, Viena, 1910
- Apartamentul Jacobsson, Göteborg, 1912
- Mobiliarul pentru Museum für Ostasiatische Kunst in Köln, 1912, distrus în 1944
- Vila David Löbel, mobiliar și amenajarea grădinii, Viena, 1923, împreună cu Oskar Wlach
- Apartamentul Brahme, Lund, 1923
- Scenografia piesei de teatru a lui Bernhard Shaw „Kapitän Brassbounds Bekehrung“ la Burgtheater, Viena, 1928

### Proiecte nerealizate
- Pavilionul Austriei pentru expoziția universală de la Paris (concurs), 1936
- Proiectul unui oraș pentru 2000 de familii, Wisconsin, 1951

## Publicații
- J. Frank: Architektur als Symbol. Wien 1931 (în germană)
- J. Frank: Das Haus als Weg und Platz. In: Der Baumeister 29.1931, pp.316 (în germană)
- J. Frank: Die Internationale Werkbundsiedlung in Wien. Wien 1932 (în germană)
- J. Frank: Is there a Modern Style? In: Industrial Design 7.1960, pp.39 (în engleză)

## Distincții
- Medalie de aur din partea Kgl.Patriotischen Gesellschaft, 1949
- Kgl.schwed. Medalia de aur Pro Litteris et Artibus am Bande, 1952
- Premiul orașului Viena pentru arte aplicate, 1960
- Marele premiu austrian de stat în arhitectură, 1965